# Donnici rosato
Il Donnici rosato è un vino DOC la cui produzione è consentita nella provincia di Cosenza.

## Caratteristiche organolettiche
- colore: rosa più o meno intenso
- odore: caratteristico, delicato
- sapore: fresco, armonico, gradevole, talvolta fragrante

## Produzione
Provincia, stagione, volume in ettolitri
- nessun dato disponibile